# Zespół Tietzego
Zespół Tietzego (ang. Tietze's syndrome) – rzadka i łagodna choroba dotykająca stawy mostkowo-żebrowe, mostkowo-obojczykowe lub połączenia części chrzęstnej i kostnej żeber (najczęściej zajęte są żebra II i III), w której występuje ich bolesne zapalenie. Choroba występuje zwykle przed 40. rokiem życia i zwykle dotyczy tylko jednego stawu. Powoduje powstanie bólu na przedniej powierzchni klatki piersiowej i może promieniować do barku i ramion, dlatego może być pomylona ze stenokardią i sugerować zawał mięśnia sercowego. Ból w przebiegu zespołu Tietzego nasila się przy kichaniu, kaszlu i skrętnych ruchach tułowia.
Termin zapalenie chrząstek żebrowych (łac. costochondritis) jest niekiedy wymiennie stosowany z określeniem zespołu Tietzego lub do określenia stanu zapalnego chrząstek żebrowych bez ich obrzmienia.
W sensie stricte medycznym, zapalenie chrząstek żebrowych przebiega z zajęciem wielu chrząstek, z przewagą zajęcia trzeciego, czwartego i piątego stawu żebrowo-chrząstkowego i występuje częściej u kobiet.
Leczenie polega na stosowaniu niesterydowych leków przeciwzapalnych w postaci doustnej lub miejscowego w formie maści.
Chorobę jako pierwszy opisał niemiecki chirurg Alexander Tietze w 1921.